# Stevea
Stevea is een geslacht van kreeftachtigen uit de klasse van de Malacostraca (hogere kreeftachtigen).

## Soort
- Stevea williamsi (Glassell, 1938)